# Tetrastigma rafflesiae
Tetrastigma rafflesiae är en vinväxtart som beskrevs av Jules Émile Planchon. Tetrastigma rafflesiae ingår i släktet Tetrastigma och familjen vinväxter. Inga underarter finns listade i Catalogue of Life.